# 福地水库
福地水库是中国陕西省铜川市宜君县境内的一座水库，位于哭泉河上，建于1965年。水库正常库容为490万立方米，集雨面积为120平方千米，海拔为120.85米。